# Eleven Sports
Eleven lub Eleven Sports (wcześniej Eleven Sports Network) – międzynarodowe przedsiębiorstwo mediowe i nadawca telewizyjny, należące do The Channels Co Ltd. Nadawca sportowy m.in. w Polsce, gdzie w ofercie znajdują się cztery kanały telewizyjne: Eleven Sports 1 (także w wersji 4K), Eleven Sports 2, Eleven Sports 3 i Eleven Sports 4.

## Historia
W 2015 r. Eleven Sports Network uruchomił w Belgii i Polsce dwa całodobowe kanały w wysokiej rozdzielczości: 2 sierpnia 2015 – Eleven, a 22 sierpnia 2015 – Eleven Sports. 12 września 2016 natomiast utworzono w Polsce Eleven Extra. 20 listopada 2017 wystartował Eleven Sports 4, zaś pozostałym stacjom zmieniono nazwy: Eleven na Eleven Sports 1, Eleven Sports na Eleven Sports 2, Eleven Extra na Eleven Sports 3.
Eleven Sports należał do grupy kapitałowej The Channels Co Ltd. Jej właścicielem był Andrea Radrizzani, założyciel agencji MP & Silva, sprzedającej prawa sportowe. W 2018 r. Telewizja Polsat nabyła 50%+1 udziałów w polskiej spółce Eleven Sports Network; w czerwcu 2019 r. zwiększyła swój udział w spółce do 99,99%. Jeden udział zachowała Eleven Sports Network LTD.
Polskim szefem redakcji od początku istnienia stacji jest Patryk Mirosławski.

## Zasięg
Eleven Sports nadaje w następujących państwach: Belgii, Japonii, Luksemburgu, Mjanmie, Polsce, Portugalii, Tajwanie, Stanach Zjednoczonych i Włoszech.